# Dorothy Vaughan

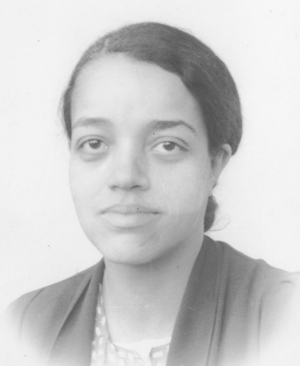
Dorothy Vaughan

Dorothy Vaughan (* 20. September 1910 als Dorothy Johnson in Kansas City, Missouri; † 10. November 2008 in Hampton, Virginia) war eine US-amerikanische Mathematikerin. Ursprünglich angestellt als Human Computer (Fachkraft für mathematische Berechnungen), wurde sie als erste afroamerikanische Person Managerin der NASA, sowie eine der wenigen Frauen, die dieses Amt bekleideten. Sie ist bekannt für ihre Beiträge zur Raumfahrttechnik zur Zeit des „Wettlaufs ins All“, unter anderem durch ihre Beteiligung an der Entwicklung der Trägerrakete Scout.

## Leben
Dorothy Johnson wurde als Tochter von Anne und Leonard Johnson in Kansas City geboren. Ihre Mutter starb, als Dorothy zwei Jahre alt war, und ihr Vater heiratete kaum ein Jahr später Susie Peeler. Ihre neue Stiefmutter brachte Dorothy bereits vor ihrer Einschulung Lesen bei, so dass das Mädchen zwei Klassen überspringen konnte und ließ sie Klavierunterricht nehmen. Als sie sieben Jahre alt war, zog die Familie nach Morgantown in West Virginia, wo Dorothy 1925 die Beechhurst High School abschloss. Mit Hilfe eines Stipendium studierte sie an der Wilberforce University in Xenia, Ohio und war Mitglied der ersten afroamerikanischen Sorority Alpha Kappa Alpha. 1929 erwarb sie ihren Bachelor-Abschluss in Mathematik und Französisch.
Aufgrund ihrer herausragenden Leistungen empfahl ihr Professor sie für ein Masterstudium an der Howard University, allerdings litt Dorothys Familie unter der Great Depression. Um sie zu unterstützen und ihrer Schwester ebenfalls ein Studium zu ermöglichen, schlug die damals 19-jährige Dorothy eine Laufbahn als Lehrerin ein. Sie unterrichtete Mathematik an der Robert Russa Moton High School in Farmville, Virginia, die später eine bedeutende Rolle in der Sammelklage gegen die Rassentrennung in den Vereinigten Staaten spielen sollte. Im Jahr 1932 heiratete Dorothy Howard S. Vaughan Jr. aus einer angesehenen schwarzen Familie, mit dem sie insgesamt sechs Kinder hatte: Ann, Maida, Leonard, Kenneth, Michael und Donald. Während des Zweiten Weltkrieges arbeitete sie in den Schulferien in der Wäscherei von Camp Pickett, einem Trainingslager der United States Army.
Im Jahr 1943 bewarb sich Dorothy Vaughan auf ein Stellenangebot des National Advisory Committee for Aeronautics (NACA), die Vorgängerorganisation der NASA, die Frauen suchten, um aeronautische Berechnungen anzustellen. Aufgrund der Executive Order 8802, die die Rassendiskriminierung in allen Behörden der Bundesregierung und kriegswichtigen Unternehmen verbot, war es erstmalig auch schwarzen Frauen möglich, Berufe zu ergreifen, die ihnen bislang versperrt gewesen waren. Dorothy gehörte somit zu den ersten schwarzen Angestellten in einer wissenschaftlichen Funktion und zog zunächst allein nach Newport News, holte allerdings ein Jahr später ihre Kinder ebenfalls dorthin. Sie wurde Mitglied der West Area Computing Unit des Langley Research Center, einer Forschungsgruppe afroamerikanischer Mathematikerinnen, die als Computers bezeichnet wurden. Die Gruppe durfte aufgrund der Rassengesetze nicht mit Weißen zusammenarbeiten und betrieb ihre Forschungen abgeschottet von den übrigen Einheiten der NACA. 
Dorothys Stelle war zunächst befristet. Damit sie gezielt die Ingenieure unterstützen konnte, erhielt sie mit den anderen Computers zwei Tage in der Woche Unterricht in technischer Physik. Außerdem erhielt sie eine praktische Unterweisung im Windkanal. 1946 erhielt sie schließlich eine Festanstellung. Als im Jahr 1949 die weiße Leiterin der Einheit Blanche Sponsler starb, wurden ihre Aufgaben Dorothy übertragen. Allerdings erhielt sie erst im Januar 1951 offiziell das Amt, was sie zum ersten schwarzen Manager der NACA machte. Im Jahr 1953 gehörte u. a. Katherine Johnson zu ihrer Gruppe, die über Dorothy sagte: „Sie war die klügste unter den Frauen. Dot Vaughan kam die Intelligenz zu den Ohren heraus.“ Gemeinsam mit weißen Kolleginnen führte Dorothy mehrere Projekte durch, wie die Zusammenstellung eines Handbuchs über algebraische Methoden für Rechenmaschinen.

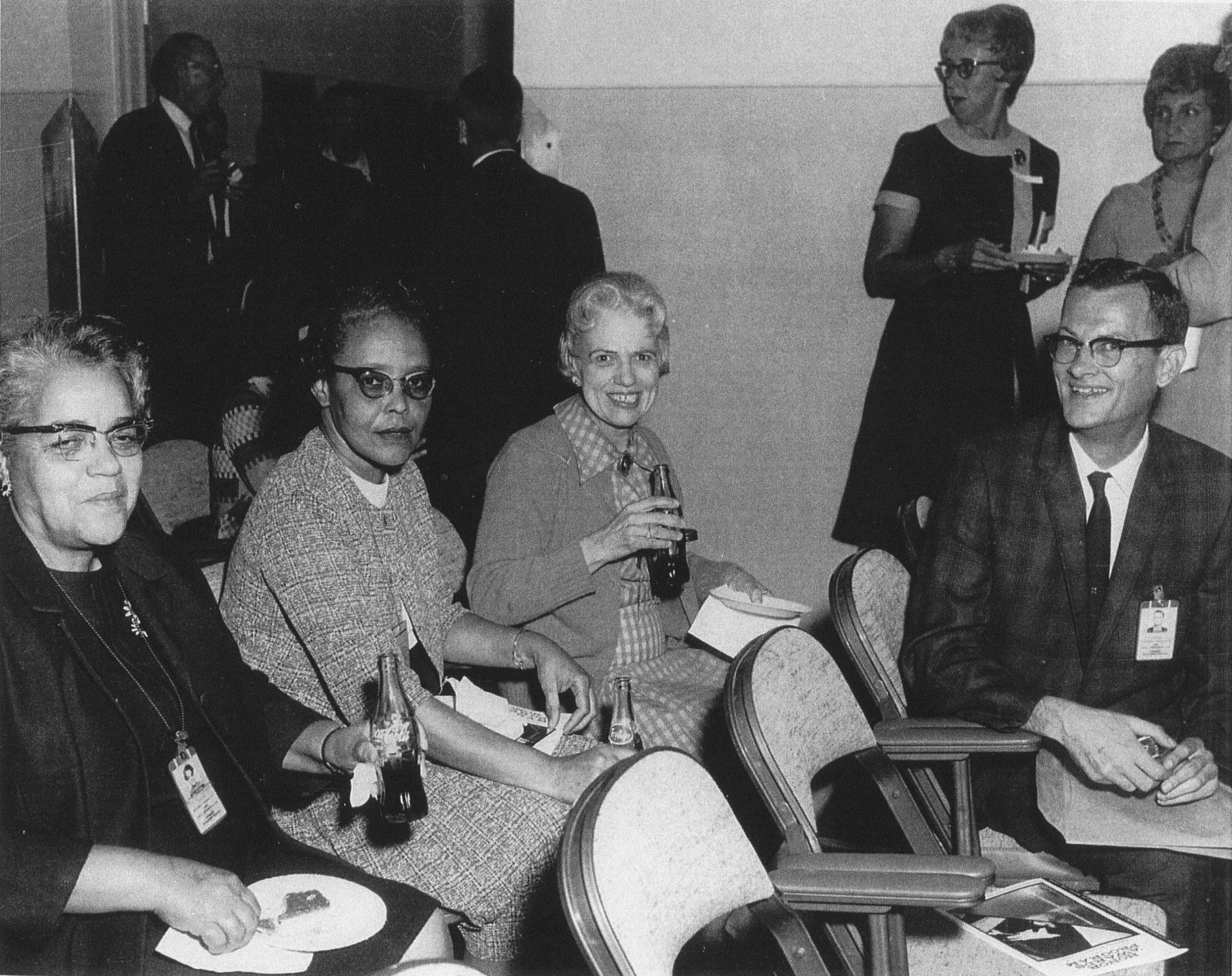
Dorothy Vaughan (links) mit Leslie Hunter und Vivian Adair

Nach der Gründung der NASA blieb Dorothy Vaughan am Langley Research Center. Als die ersten elektronischen Computer die Berechnungen der West Area Computing Unit weitgehend ersetzten, spezialisierte sich Vaughan auf Programmierung, insbesondere die Programmiersprache FORTRAN und ermutigte ihre Kolleginnen, an den entsprechenden Fortbildungen teilzunehmen. „Integration wird kommen,“ versicherte sie ihnen, da die Rassentrennung durch Gerichtsurteile allmählich aufgehoben wurde und schwarze Mitarbeiterinnen somit höhere Qualifikationen erlangen konnten. 
Am 5. Mai 1958 wurde die West Computing Unit, der Dorothy vorstand, offiziell aufgelöst, als die NACA zur NASA umstrukturiert wurde. Dorothy wechselte daraufhin in die neugegründete Analysis and Computation Division, wo die Berechnungen nun von elektronischen Computern erledigt wurden. Dorothys Aufgabe war es, die Anweisungen der Ingenieure in FORTRAN zu übertragen und auf Lochkarten zu stanzen, mit denen der Computer programmiert wurde. Auf diese Weise war sie an den Berechnungen für die Entwicklung der Scout beteiligt. Bis zu ihrer Pensionierung 1971 arbeitete sie für die NASA. Privat engagierte sie sich für Missionsarbeit und Kirchenmusik in der St. Paul’s AME Church in Newport News, der sie im Jahr 1993 seit fünfzig Jahren angehörte. Auch unterstützte sie die Young Women’s Christian Association.

## Darstellungen in Buch und Film
In dem biografischen Spielfilm Hidden Figures – Unerkannte Heldinnen, der auf Margot Lee Shetterlys gleichnamigem Buch basiert, ist Dorothy Vaughan eine der Hauptfiguren. Sie wird von Octavia Spencer gespielt.